# Albrecht Eugenius van Württemberg

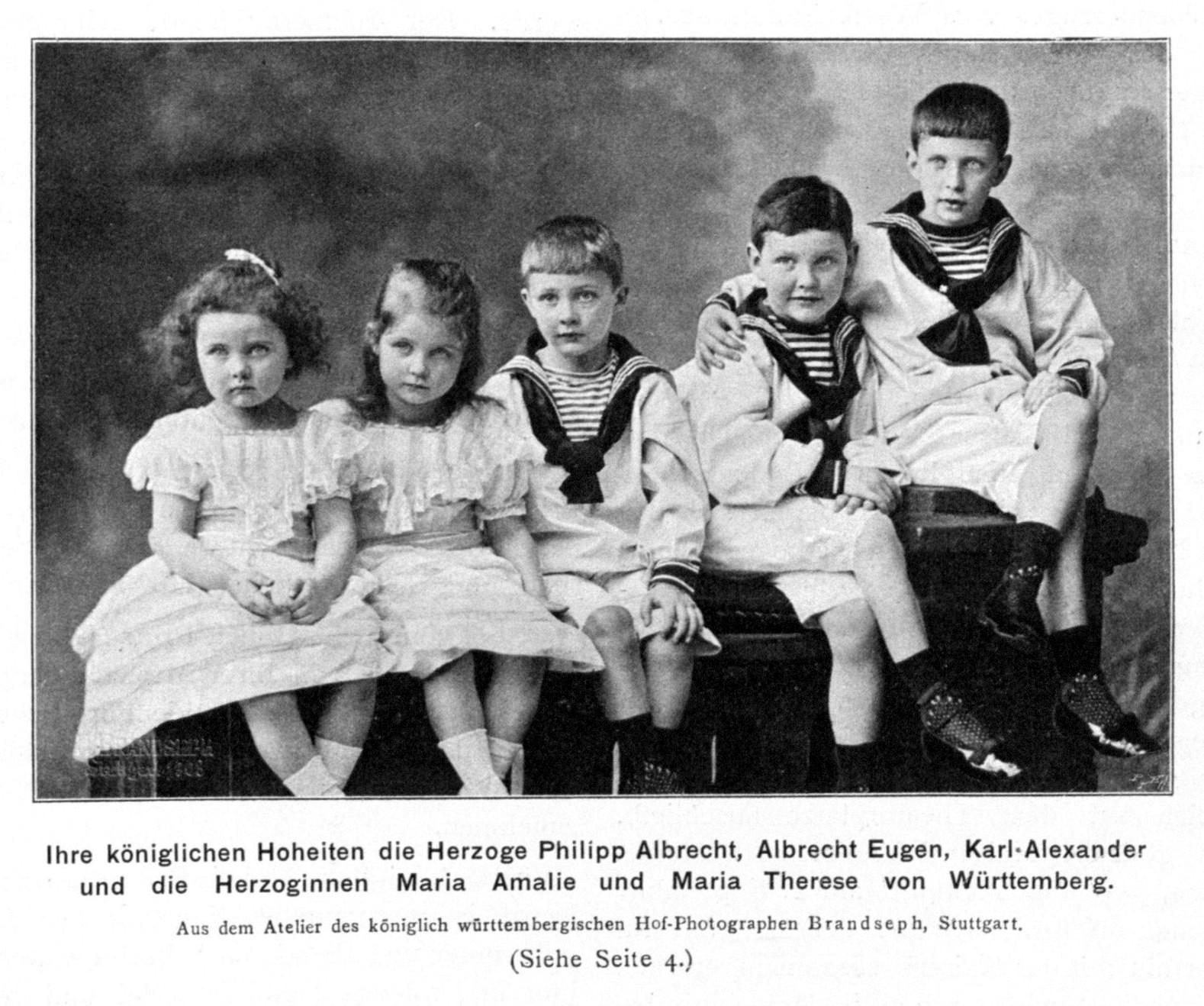
Albrecht Eugenius van Württemberg (2e van rechts).

Albrecht Eugenius Maria Filips Karel Jozef Fortunatus van Württemberg (Stuttgart, 8 januari 1895 - Schwäbisch Gmünd, 24 juni 1954) was een Duitse officier en hertog uit het koninklijke huis Württemberg.

## Levensloop
Albrecht Eugenius was de tweede zoon van hertog Albrecht van Württemberg uit diens huwelijk met Margaretha Sophie, dochter van aartshertog Karel Lodewijk van Oostenrijk. 
Hij studeerde tot in 1914 aan het gymnasium van Stuttgart. Vervolgens nam Albrecht Eugenius als soldaat in het Württembergse leger deel aan de Eerste Wereldoorlog, waarin hij de volledige vier jaar meevocht. Hij streed in Vlaanderen, Frankrijk en Italië en werd kapitein in het eerste Württembergse grenadiersregiment. Ook zetelde hij van 1916 tot aan het einde van de Duitse monarchieën in 1918 in de Württembergse Kamer van Standsheren, waar hij wegens zijn oorlogsdeelname nooit aanwezig was. Nadat de voormalige koning Willem II van Württemberg in 1921 was overleden, erfde Albrecht Eugenius de heerlijkheid Carlsruhe in Silezië. Daar werkte hij in de land- en de bosbouw en interesseerde hij zich in architectuur, geschiedenis en beeldende kunsten.
Bij het begin van de Tweede Wereldoorlog in 1940 moest Albrecht krijgsdienst vervullen in de Wehrmacht. Hij streed niet aan het front, maar werkte in stafdienst, hoewel hij niet de rang van generaal-stafofficier had. Omdat de leden van het huis Württemberg bekendstonden als tegenstanders van het naziregime, bleef Albrecht in de rang van kapitein en werd hij nooit meer bevorderd. Hij was aanwezig bij militaire acties in Frankrijk, Roemenië en de Sovjet-Unie. In 1943 moest Albrecht als gevolg van de Prinzenerlass de Wehrmacht verlaten. Albrecht Eugenius keerde terug naar Karlsruhe, maar moest in januari 1945 op de vlucht slaan voor het Rode Leger. Zijn kasteel daar, dat een omvangrijke bibliotheek met ongeveer 30.000 werken bevatte, werd door de Sovjettroepen vernietigd.
Albrecht Eugenius stierf in juni 1954.

## Huwelijk en nakomelingen
Op 24 januari 1924 huwde hij met Nadejda (1899-1958), dochter van koning Ferdinand I van Bulgarije. Het echtpaar kreeg drie zonen en twee dochters en kocht in 1929 of 1930 Slot Lindach in Schwäbisch Gmünder als tweede residentie. Van 1945 tot 1946 werd het geconfisqueerd door het United States Army, die het slot als generaalskwartier gebruikte, maar daarna konden Albrecht Eugenius en Nadejda opnieuw in het kasteel wonen.